# HD 68402
HD 68402 är en ensam stjärna i den södra delen av stjärnbilden Flygfisken.Den har en skenbar magnitud av ca 9,09 och kräver ett mindre teleskop för att kunna observeras. Baserat på parallax enligt Gaia Data Release 2 på ca 12,7 mas, beräknas den befinna sig på ett avstånd på ca 256 ljusår (ca 79 parsek) från solen. Den rör sig bort från solen med en heliocentrisk radialhastighet på ca 12 km/s.

## Egenskaper
HD 68402 är en gul till vit underjättestjärna eller stjärna i huvudserien av spektralklass G5 IV/V. Den har en massa som är ca 1,1 solmassor, en radie som är omkring en solradie och har ca 1,2 gånger solens utstrålning av energi från dess fotosfär vid en effektiv temperatur av ca 5 900 K.

## Planetsystem
År 2017 upptäcktes från HARPS och CORALIE, med dopplerspektroskopi, en exoplanet, HD 68402 b, av typ superjupiter i omlopp kring stjärnan.
| Planet | Massa            | Halv storaxel (AE) | Siderisk omloppstid (d) | Excentricitet | Inklination | Radie |
| ------ | ---------------- | ------------------ | ----------------------- | ------------- | ----------- | ----- |
| b      | ≥ 3,07 ± 0,35 MJ | 2,18 ± 0,09        | 1 103 ± 33              | 0,03 ± 0,06   | -           | -     |